# رودریگو ریبیرو
رودریگو ریبیرو (انگلیسی: Rodrigo Ribeiro؛ زادهٔ ۲۸ آوریل ۲۰۰۵) بازیکن فوتبال اهل پرتغال است.
وی همچنین در تیم‌های ملی فوتبال زیر ۱۶ سال پرتغال، زیر ۱۷ سال پرتغال، زیر ۱۹ سال پرتغال، و زیر ۲۰ سال پرتغال بازی کرده‌است.